# سورین برموند بلترام
 سورین برموند بلترام (فرانسوی: Séverine Brémond Beltrame‎؛ زادهٔ ۱۴ اوت ۱۹۷۹) یک تنیس‌باز اهل فرانسه است.